# Instituto universitário
Um instituto universitário é um tipo de instituição de ensino superior universitário portuguesa.

## Caracterização
Um instituto universitário é uma instituição de alto nível orientada para a criação, transmissão e difusão da cultura, do saber e da ciência e tecnologia, através da articulação do estudo, do ensino, da investigação e do desenvolvimento experimental.
Os institutos universitários conferem, tal como as universidades, os graus académicos de licenciado, mestre e doutor e o título académico de agregado.

## Requisitos
Os requisitos mínimos fixados pela lei para que uma instituição de ensino superior tenha a natureza de instituto universitário são os seguintes:
- Estarem autorizados a ministrar pelo menos três ciclos de estudos de licenciatura, três ciclos de estudos de mestrado e um ciclo de estudos de doutoramento;[2]
- Disporem de um corpo docente que satisfaça os requisitos fixados na lei para as instituições de ensino universitário;
- Desenvolver actividades no campo do ensino e da investigação, bem como na criação, difusão e transmissão da cultura;
- Disporem de centros de investigação e desenvolvimento avaliados e reconhecidos, ou neles participar;
- Disporem de instalações com as características exigíveis à ministração de ensino universitário e de bibliotecas e laboratórios adequados à natureza dos ciclos de estudos.

## Regime legal
Os institutos universitários compartilham o regime legal das universidades fixado pela Lei n.º 62/2007, de 10 de Setembro (Regime Jurídico das Instituições de Ensino Superior), incluindo a autonomia e o governo próprio, com as adaptações decorrentes da sua natureza.

## História do conceito
O conceito de instituto universitário foi sendo modificado desde a sua introdução pelo Decreto-Lei n.º 402/73, de 11 de Agosto, que estabelecia que «quando o ensino universitário for ministrado em instituições com uma vocação dominante ou com um grau de pluridisciplinaridade limitado, estas serão designadas por Institutos Universitários» os quais «conferem os mesmos graus que as Universidades, sendo-lhes aplicável o diploma orientador do ensino superior na parte respeitante a estas instituições.»
Em 2000, a Lei n.º 26/2000, de 23 de Agosto (Organização e Ordenamento do Ensino Superior), estabelecia que «o ensino universitário é ministrado em universidades e, em casos justificados, em escolas universitárias não integradas, que podem adoptar a designação de institutos universitários.»
Em 2003, a Lei n.º 1/2003, de 6 de Janeiro (Regime Jurídico do Desenvolvimento e da Qualidade do Ensino Superior), estabelecia que um instituto universitário é um estabelecimento de ensino superior universitário não integrado em universidade que ministra cursos diferentes na mesma área científica.

## Os institutos universitários
Existem actualmente (abril de 2015) cinco institutos universitários em Portugal:
- ISCTE - Instituto Universitário de Lisboa (público)[5].
- Instituto Universitário Militar (público)
- ISPA - Instituto Universitário de Psicologia Aplicada (privado)[6].
- IADE-U Instituto de Arte, Design e Empresa - Universitário (privado)[7].
- Instituto Universitário de Ciências da Saúde (privado)[8]
- Instituto Universitário da Maia (privado)[9].
- Instituto Universitário Egas Moniz (privado)